# Who Is It (Björk)
Who Is It, titolo originale: Who Is It (Carry My Joy on the Left, Carry My Pain on the Right), è una canzone della cantante islandese Björk ed è il primo estratto dall'album Medúlla.

## Descrizione
In occasione del Björk Orkestral, serie di concerti del 2021 in cui ha celebrato la sua carriera, Björk ha affermato sulla canzone:
Questa canzone fu originariamente concepita nel 2000, per il disco Vespertine, poi è stato deciso di eliminarla. Fu però cantata da Björk in live nel 2001 a Roma e a Parma per il Vespertine Tour.
La prima versione della canzone era firmata anche da Bogdan Raczynski.
Musicalmente, è un brano pop influenzato dalla tecnica del beatbox.

## Il videoclip
Il videoclip di Who Is It, è stato diretto da Dawn Shadforth in Islanda ed è stato presentato in anteprima al grande apertura della manifestazione "Islande de glace et de feu" presso il Palais de la Découverte, a Parigi, Francia, il 27 settembre 2004. Il videoclip mostra Björk con un'acconciatura simile a quella della copertina di Medúlla e vestita con un particolare abito, disegnato da Alexander McQueen, a forma di clessidra e completamente ricoperto di campanellini.
Nel video, Björk si trova in un paesaggio molto suggestivo e invernale in compagnia di un gruppo bambini, anche loro con dei campanellini addosso, che suonano insieme a lei dei campanacci e ballano. La versione di Who Is It del videoclip è differente da quella dell'album, essendo stata registrata appositamente per il video, insieme al Bústaðakirkja Bell Choir.

## Tracce

### CD 1
1. Who Is It (Radio Edit)
2. Oceania (feat. Kelis)

### CD 2
1. Who Is It (C2n Dattasette Mix)
2. Who Is It (Fruit Machine Mix)
3. Who Is It (Bell Choir Mix Featuring The Bústaðakirkja Bell Choir)

### EU DVD
1. Who Is It (Video)
2. Who Is It (Choir Mix)
3. Mouth's Cradle (Cortejo Afro/Ilê Aiyê Mix)

### EU\Japan CD
1. Who Is It (C2n Dattasette Mix)
2. Who Is It (Fruit Machine Mix)
3. Who Is It (Bell Choir Mix)
4. Oceania (feat. Kelis)

## Classifiche
| Classifica (2004)                    | Posizione più alta |
| ------------------------------------ | ------------------ |
| Francia (SNEP)                       | 62                 |
| Italia (FIMI)                        | 26                 |
| Regno Unito (Official Singles Chart) | 26                 |
| Spagna (PROMUSICAE)                  | 5                  |